# André Beyler
André Luc Beyler, né le 14 juillet 1916 à Malzéville et mort le 24 août 1981 à Deauville, est un résistant et patron de presse français.

## Biographie
Fils de Clémence Marguerite Renaud, modiste, et d'un père d'origine alsacienne, André  Beyler entreprend au milieu des années 1930 des études de juriste à Paris.
Dès juin 1940, au début de l'Occupation, il entre dans la Résistance : officier parachutiste auprès du Général de Gaulle, il est chargé d'apporter argent et armes aux différents groupes. Membre du Special Operations Executive, il est blessé durant une opération. En octobre 1945, il reçoit la médaille de la Résistance.
Le 11 janvier 1945, il s'associe à Pierre Roux, lui aussi ancien résistant, fondateur avec Alix d'Unienville des éditions Nuit et jour, qui publient depuis décembre 1944 le magazine illustré du même nom. Beyler en prend rapidement le contrôle.
Le 16 mai 1946, il lance Qui ? Le magazine de l’énigme et de l’aventure, centré sur des nouvelles de fictions policières, où paraît l'un des premiers textes de Jacques Bergier. Pierre Lagarrigue est le directeur artistique, Jean Barois, le rédacteur en chef. En août suivant, il le renomme Qui ? L’Hebdomadaire du fait divers, reprenant des articles issus du magazine Détective, qu'il finit par racheter à la société éditrice de Gaston Gallimard. En 1947, le magazine devient Qui ? Détective.
Beyler rachète également le magazine féminin Rêves, lancé en mars 1946. En février 1949, avec l'aide de la banque Saint-Phalle, il lance le magazine Radar.
Tous ses journaux sont regroupés au sein de la Coopérative des publications parisiennes. D'autres titres voient le jour : Horoscope, Galaxie, Ici-Police, Ève...
Il épouse le 14 décembre 1955 à Cudot, Sara Micheline Sterkers. De cette union, naît Jean-Noël Beyler, qui va travailler aux côtés de ses parents à la fin des années 1970.
En 1957, il prend le contrôle de La Nouvelle République du Sud-Ouest (Bordeaux), où Marcel Conrath est directeur de publication.
Radar cesse de paraître en 1962.
En 1973, est fondée à Paris la Compagnie parisienne de banques, confiée en gérance à Ludovic Piel, Pierre Roux et André Beyler, qui se retrouvent à porter plainte contre le financier Alexandre de Saint-Phalle,.
En 1979, Beyler lance Qui ? Police. Le grand hebdomadaire de faits divers.
Après sa mort, son fils Jean-Noël Beyler fonde en 1982 Le Nouveau Détective.